# Heterogomphus peruanus
Heterogomphus peruanus är en skalbaggsart som beskrevs av S. Endrödi 1976. Heterogomphus peruanus ingår i släktet Heterogomphus och familjen Dynastidae. Inga underarter finns listade i Catalogue of Life.